# Біоксенофобія
Біоксенофобія (ксенофобія — страх, боязнь іншого) — нетерпимість, ворожість, агресивне ставлення людини до істот іншого виду як до чогось чужого і незнайомого, що приймається як незрозуміле і незбагненне, а тому небезпечне і вороже, засноване на страху і антипатії. Термін запропонований російським екофілософом і захисником тварин В. Агафоновим в 2007 р.
Біоксенофобія — причина ворожого ставлення деяких людей до так званих «шкідливих» тварин — вовків, лисиць, сірих ворон, бродячих собак. Штовхає багатьох людей на їх знищення, гальмує розвиток гуманного ставлення до тварин. Біоксенофобією уражені різні організації зоохантерів: догхантерів, кроухантерів, бетхантерів, ретхантерів, а також деякі мисливці, голуб'ятники і садівники-любителі, що знищують хижих птахів, кротів, сліпаків. Біоксенофобія нерідко виховується завдяки неосвіченим народним традиціям і забобонам, що вимагає побоюватися так званих «нечистих» тварин — кажанів, жаб, павуків, змій, сов тощо, а також знищувати їх.
Біоксенофобія протиставляється поняттю біотолерантності як терпимості до всього живого.

## Біоксенофобія народних поглядів
Існує велика група диких тварин, ставлення до яких здавна, і багато в чому завдяки християнству, було суто негативним. Цих тварин називали «нечистими», посібниками бісів, диявола, відьом та чортів. Їхнє вбивство не вважалося поганим вчинком, а навіть заохочувалося відпущенням гріхів. Нерідко «нечистих» тварин вбивали з особливою жорстокістю: живцем варили у воді, спалювали у вогні, розпинали або садили на палю. До таких «нечистих» тварин відносилися вовки, лисиці, ласки, тхори, їжаки, кроти, ведмеді, зайці, ворона, ворон, горобці, сороки, галки, граки, дрімлюги, удоди, шуліки, яструби, сичі, пугачі, сови, кажани, жаби, змії, ящірки, павуки. Особливо народна ненависть і жорстокість виявлялася і проявляється до вовків, лисиць, ворон, граків, сорок, горобців, шулік, яструбів, сов, кажанів, жаб, змій і павуків. І якщо народну нелюбов до вовків, лисиць, ворон, шулік, яструбів, горобців можна ще якось пояснити (але не виправдати) збитками, завданими селянському господарству (а негативне ставлення до змії — її укусами), то знищення абсолютно нешкідливих, більше того — корисних селянинові дрімлюг, сичів, кажанів, жаб, ящірок, павуків, вужів, медяниць — тільки дрімучим невіглаством і дурістю.
Можливо, деякі з перерахованих зоофобних прикмет і традицій, зафіксованих у наукових працях ХІХ — початку ХХ століть вже відійшли в минуле. Однак багато дурних повірь, звичаїв і билин щодо вовків, змій, кажанів, лисиць, павуків, денних і нічних пернатих хижаків, жаб, вранових птахів живі і донині. Багато в чому саме вони сприяли тому, що різні види кажанів, нічних і денних пернатих хижаків, змій потрапили до Червоної книги. Агресивне ставлення до вовків призвело до того, що вони виявилися знищеними у багатьох країнах Європи. Тому так необхідно роз'яснювати простим людям невігластво всіх цих дурних зоофобних забобонів і популяризувати милосердне, гуманне, етичне ставлення до всіх без винятку диких тварин і рослин, боротися з біоксенофобією. Дуже важливо пропагувати екофільні традиції, повір'я та приказки по відношенню до даних «проблемних» видів.

## Біоксенофобія щодо рослин
- Осика в українців вважається «нечистим» деревом[4]. «Осика проклята, бо на ній повісився Іуда», — говорили в Канівському повіті[4].
- Бузина вважається в українців «диявольським твором», її насадив чорт[4]. На ній також нібито повісився Іуда.
- До проклятих дерев, за українськими повір'ями, відноситься також верба[5].